# Amtsgericht Wilmersdorf
Das Bezirksgericht Wilmersdorf (später: Amtsgericht Wilmersdorf) war 1945 kurzfristig eine Einrichtung der ordentlichen Gerichtsbarkeit in Berlin-Wilmersdorf mit Sitz in der damaligen Kaiserallee.

## Geschichte
Sofort nach dem Zweiten Weltkrieg wurde auf Veranlassung der sowjetischen Besatzungsmacht die Gerichtsorganisation in Berlin neu geordnet. Die sowjetische Stadtkommandantur, in den ersten Wochen allein zuständig für ganz Berlin, richtete in jedem Bezirk ein Bezirksgericht ein. Für den Bezirk Wilmersdorf entstand so das Bezirksgericht Wilmersdorf. Die Bezirksgerichte wurden noch im Sommer 1945 in ‚Amtsgerichte‘ umbenannt. 
Das Wilmersdorfer Gericht hatte seinen Sitz in der damaligen Kaiserallee 35. Dieses Gebäude war zu Beginn der 1940er Jahre gerade neu errichtet worden. In seiner unmittelbaren Nachbarschaft (Kaiserallee 33/34) waren eine Landhausklinik und der Vaterländische Frauenverein, Zweigverein Wilmersdorf des DRK untergebracht.
Mit Schreiben vom 26. Mai 1945 teilte der Leiter des Bezirksgerichts Wilmersdorf dem Bezirksamt mit, dass das Gericht seinen Betrieb aufgenommen hat.
Auf seiner 12. Sitzung am 27. September 1945 beschloss die Alliierte Kommandantur die verbindliche Gerichtsstruktur der besetzten Stadt. Die Neuerungen wurden verworfen, stattdessen wurden wieder zwölf Amtsgerichte gebildet und die traditionelle Aufteilung mit drei Instanzen wieder eingeführt. Am 19. Oktober kündigte der Amtsgerichtsdirektor daraufhin die Schließung des Amtsgerichts Wilmersdorf zum 1. November 1945 an. Das Amtsgericht Charlottenburg übernahm alle Dokumente und offenen Vorgänge aus Wilmersdorf.